# Ленінські гори

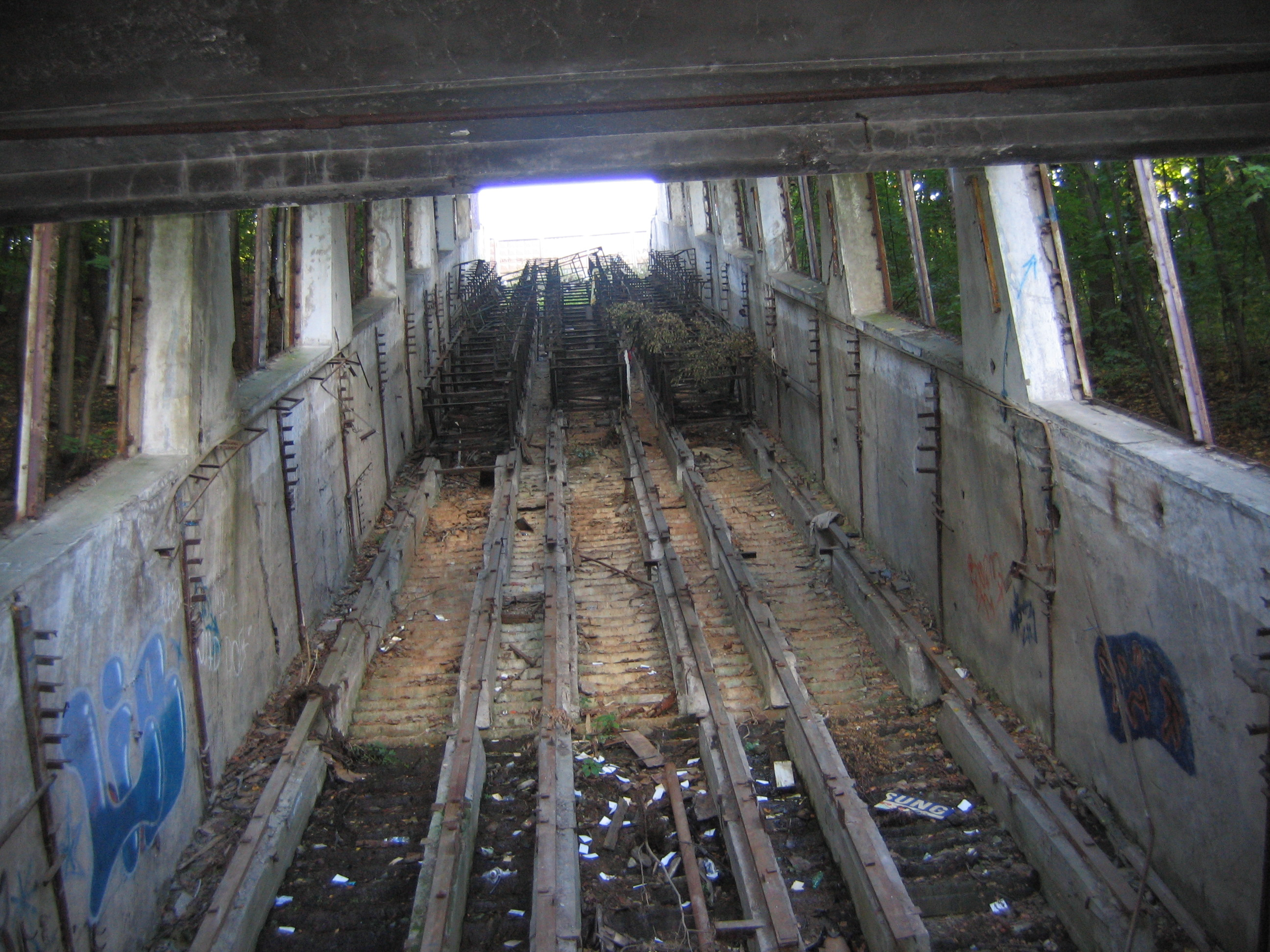
Руїни ескалатора, що зв'язував станцію Московського метро «Воробйови гори» з вулицею Косигіна.

55°42′16″ пн. ш. 37°31′01″ сх. д. / 55.70444° пн. ш. 37.51694° сх. д.
«Ленінські гори» (рос. Ленинские горы) — мікрорайон у місті Москва, що входить до складу району «Раменки». Мікрорайон обмежений Мічуринським і Ломоносовським проспектами, проспектом Вернадського і вулицею Косигіна. Також на території мікрорайону розташовуються вулиці Академіка Хохлова, Лебедєва, Менделеєвська, Університетський проспект і Університетський майдан. На території Ленінських гір знаходяться корпуси МДУ ім. М. В. Ломоносова, деякі інші будівлі і Ботанічний сад МДУ. Неподалік є станції метро «Університет» і «Воробйови гори».
На відміну від парку і станції метро мікрорайон не був перейменований у «Воробйови гори».